# クライ・ウルフ 殺人ゲーム
クライ・ウルフ 殺人ゲーム(英語：CRY WOLF)は、2005年に製作されたアメリカのホラー映画。。
ジュリアン・モリス主演、監督はジェフ・ワドロウ。日本ではスターチャンネルで放送されている。

## 製作
- 監督 ジェフ・ワドロウ
- 製作総指揮 デヴィッド・バーティス、ダグ・リーマン
- 脚本 ボー・ボーマン、ジェフ・ワドロウ
- 音楽 マイケル・ワンドマッチャー

## 出演
- ジュリアン・モリス : オーウェン・マシューズ (Owen Matthews)
- リンディ・ブース : ドジャー (Dodger)
- ジャレッド・パダレッキ : トム (Tom)
- ジョン・ボン・ジョヴィ : リッチ・ウォーカー (Rich Walker)
- サンドラ・マッコイ : メルセデス (Mercedes)
- ゲイリー・コール : ミスター・マシューズ (Mr. Matthews)

## ストーリー
高校生のグループが、実際にあった殺人事件をヒントに次の殺人の噂を遊びで流す。その後、高校生たちは本当の殺人鬼に狙われることになる。